# Revista Icària
Icària és una revista en llengua catalana que es publica un cop l'any, aproximadament, des de l'Arxiu Històric del Poblenou, fundat el 1976.

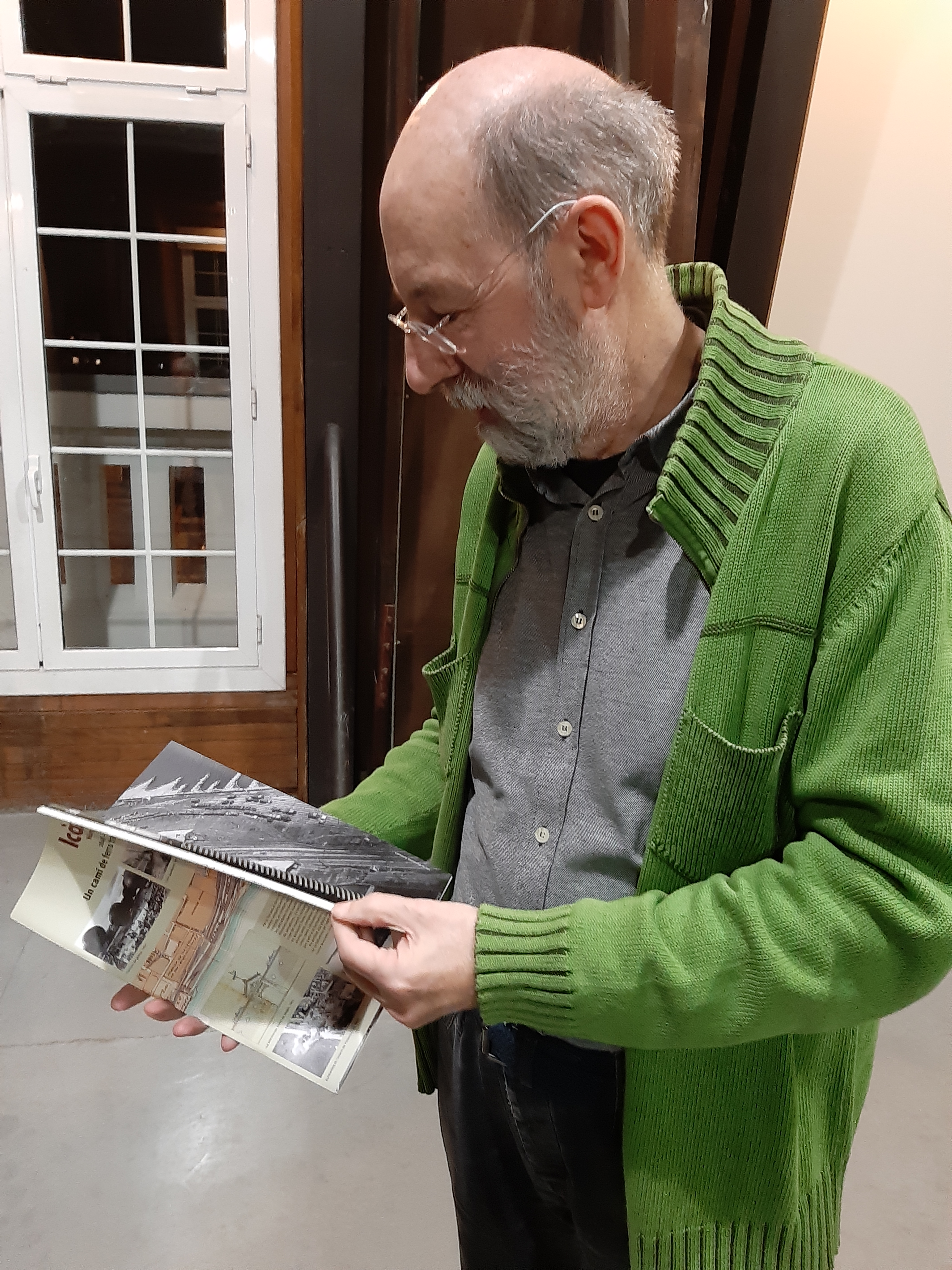
Jordi Fossas Bonjoch, president de l'Arxiu Històric del Poblenou, amb l'últim número de la revista Icària

Principal organisme de la revista, està integrat per quatre persones que se n'ocupen en major mesura. Tot i que els seus integrants van canviant, aproximadament des del 2015 aquests són més o menys els mateixos. Al capdavant hi trobem en Jordi Fossas Bonjoch, president de l'Arxiu Històric del Poblenou que s'ocupa personalment de la revista.
Han rebut el Premi Bonaplata que va rebre la revista Icària l'any 2017 amb el número dedicat a l'antiga fàbrica metal·lúrgica de Can Girona. Aquest premi, atorgat per l'Associació del Museu de la Ciència i de la Tècnica i d'Arqueologia Industrial de Catalunya, també reconegué la trajectòria de la revista, que va complir vint anys el mateix any. Tot i que fou el primer premi que va rebre l'Arxiu Històric del Poblenou en reconeixement de la seva publicació, fou el tercer Premi Bonaplata per la valoració del patrimoni industrial, tècnic i científic que havia guanyat l'associació. El primer fou l'any 1992 per un llibre dedicat al barri d'Icària, zona de l'actual Vila Olímpica, i el segon fou el 2009 per l'exposició feta a Poblenou titulada “Fet al Poblenou: Un recorregut visual per més de 150 anys d'història”.